# Tommy Thomson
Earl John Thomson, detto Tommy (Birch Hills, 15 febbraio 1895 – Oceanside, 19 maggio 1971), è stato un ostacolista canadese, vincitore della medaglia d'oro nei 110 metri ostacoli alle Olimpiadi di Anversa 1920.

## Biografia
Nato a Birch Hills, in Canada, Earl Thomson all'età di 8 anni si trasferisce con la famiglia nella California del sud, dove successivamente frequenta la University of Southern California. La propria famiglia non fece mai richiesta di cittadinanza statunitense e così, quando Thomson partecipa alle Olimpiadi del 1920 ad Anversa, rappresenta il suo paese natale, il Canada.
Thomson, che negli anni precedenti si era imposto negli Stati Uniti come uno dei migliori ostacolisti, ad Anversa vince nettamente la gara dei 110 hs conquistando la medaglia d'oro e battendo il record mondiale con 14"8. Con questa vittoria Thomson diventa il primo atleta non statunitense ad aver vinto il titolo olimpico sui 110 hs.
Il primato mondiale dei 110 hs di Thomson rimarrà imbattuto fino al 1931, anche se verrà eguagliato in diverse occasioni. Nel 1921 vince i titoli AAU (già conquistato nel 1918), IC4A e NCAA, oltre ad eguagliare il proprio record mondiale dei 110 hs. Si ritira dall'attività agonistica nel 1922 dopo aver vinto il suo terzo titolo AAU.
Negli anni a seguire Thomson si dedica all'attività di allenatore di atletica leggera, insegnando nell'Accademia navale di Annapolis, nel Maryland, per 36 anni. Muore nel 1971 all'età di 76 anni.

## Palmarès
| Anno | Manifestazione  | Sede    | Evento   | Risultato | Prestazione | Note            |
| ---- | --------------- | ------- | -------- | --------- | ----------- | --------------- |
| 1920 | Giochi olimpici | Anversa | 110 m hs | Oro       | 14"8        | Record mondiale |